# Château-Verdun
Château-Verdun är en kommun i departementet Ariège i regionen Occitanien i södra Frankrike. Kommunen ligger  i kantonen Les Cabannes som ligger i arrondissementet Foix. År 2022 hade Château-Verdun 41 invånare.

## Befolkningsutveckling
Antalet invånare i kommunen Château-Verdun
Referens: INSEE